# Brochocin Trzebnicki (przystanek kolejowy)
Brochocin Trzebnicki – przystanek kolejowy w Taczowie Wielkim, w województwie dolnośląskim, w Polsce.
Zarządcą linii kolejowej nr 326, na której leży przystanek, były dawniej Polskie Koleje Państwowe. Ruch pasażerski na linii zamknięto w roku 1991, towarowy w 1999 r, później okresowo kursowały jedynie pociągi okolicznościowe. W 2007 roku linia została przejęta przez Urząd Marszałkowski Województwa Dolnośląskiego, który zarządza torami poprzez Dolnośląską Służbę Dróg i Kolei, następnie wyremontowana i ponownie otwarta.
W styczniu 2009 roku rozpoczęto remont torowiska i poprawę jego geometrii dla podniesienia prędkości. Począwszy od 20 września 2009 roku na trasie do Wrocławia Głównego zostały uruchomione kursy szynobusów Kolei Dolnośląskich.
Na przełomie 2013 i 2014 r. dawny budynek stacyjny został zaadaptowany na gminną świetlicę.

## Ruch pasażerski
W roku 2017 przystanek obsługiwał 50–99 pasażerów na dobę, tyle samo w roku 2022.